# 中伙铺站
中伙铺站是一个京广铁路上的铁路车站，位于湖北省咸宁市赤壁市中伙铺镇，建于1917年，在2020年9月前为四等站，邮政编码为437315。目前客运：不办理旅客乘降；行李、包裹托运；货运：不办理整车货物发到。
车站原址位于中伙铺乡洪山案（红山岩），建于1917年1月，同年7月随粤汉铁路湘鄂段武昌至蒲圻区间通车而开始运营:238。北伐战争中，国民革命军第四军叶挺独立团于1926年8月25日占领车站并歼灭吴佩孚军一个团，成为次日汀泗桥战斗的前奏:197。在秋收起义爆发初期的1927年9月8日，中共鄂南特委得知有一列载有军用物资的列车自武昌开往长沙后，召集300名农民夜袭车站并取得胜利，缴获车上全部物资:342。
1962年京广铁路复线化工程中，车站南迁3公里至位于罗家冲的现址，仍然沿用原站名:238。该站于2020年9月被撤销。